# 콜로니: 지구 최후의 날
《콜로니: 지구 최후의 날》(영어: The Colony)은 캐나다에서 제작된 제프 렌프로 감독의 2013년 종말물 SF 액션 영화이다. 로런스 피시번, 케빈 지거스, 빌 팩스턴 등이 출연하였다.

## 줄거리
인류는 지구 온난화를 해결하고자 기후 조절 탑을 세우지만 이는 빙하기를 가져온다. 2045년, 남은 인류 문명은 극한의 추위를 피해 엄폐호에 거주한다. 현 과제는 질병 관리와 식량 확보이다.
이들 엄폐호 중 하나인 콜로니 7의 지도자인 군인 브리그스는 인근 콜로니 5에서 조난 신호를 받고 샘, 그레이던을 데리고 떠나면서 샘의 연인 카이에게 콜로니 7을 맡긴다. 또 다른 지도자 메이슨은 이를 분하게 여긴다. 콜로니 5에서 발견된 릴런드라는 남자는 기후 기계가 수리돼 눈이 녹기 시작했으니 영구동토의 해동된 흙에 뿌릴 씨앗을 가져와달라는 메시지를 받았으나 콜로니 5 탐사대는 메시지가 전송된 장소를 찾아내지 못했으며 이 과정에서 식인과 약탈을 하는 야만인 무리가 따라와 콜로니 5 사람들을 죽였다고 말한다.
곧 이들은 야만인들과 마주치고, 야만인들을 물리치는 과정에서 그레이던과 브리그스가 차례로 사망한다. 그 사이 콜로니 7을 장악한 메이슨은 홀로 귀환한 샘의 보고를 믿지 않는다. 그러나 샘은 인공위성을 통해 실제로 해동이 된 지역이 있음을 확인한다. 곧 야만인들이 나타나 콜로니 7 거주민들을 살해하고, 부상을 당해 남겨지게 된 메이슨은 프로페인 가스통을 터트려 야만인들을 몰살한다. 샘, 카이, 브리그스의 딸 나라를 비롯한 생존자들은 귀한 씨앗을 갖고 해동된 땅으로 향한다.

## 출연
- 로런스 피시번 - 브리그스 역
- 케빈 지거스 - 샘 역
- 빌 팩스턴 - 메이슨 역
- 샬럿 설리번 - 카이 역
- 존 텐치 - 빅터 역
- 리사 베리 - 나라 역
- 애티커스 미첼 - 그레이던 역
- 드루 비어거버 - 야만인들 지도자 역
- 마이클 맨도 - 쿠퍼 역
- 줄리언 리칭스 - 릴런드 역